# Pan Tadeusz : Quand Napoléon traversait le Niémen
Pour plus de détails, voir Fiche technique et Distribution.
Pan Tadeusz : Quand Napoléon traversait le Niémen (Pan Tadeusz) est un film franco-polonais d'Andrzej Wajda sorti en 1999. C'est l'adaptation du  poème Messire Thadée (Pan Tadeusz) d'Adam Mickiewicz.

## Synopsis
La scène se déroule en Lituanie en 1812, alors que la Pologne est rayée de la carte. Deux familles s'affrontent, l'une alliée aux Russes, l'autre indépendantiste. En juin 1812, Napoléon marche sur Moscou et franchit le Niémen.

## Fiche technique
- Réalisateur : Andrzej Wajda
- Producteur exécutif : Michal Szczerbic
- Scénaristes : Jan Nowina-Zarzycki, Andrzej Wajda et Piotr Weresniak d'après le poème d'Adam Mickiewicz
- Directeur de la photographie : Paweł Edelman
- Compositeur : Wojciech Kilar
- Monteur : Wanda Zeman
- Chef décorateur : Allan Starski
- Décoratrice : Wieslawa Chojkowska
- Costumière : Magdalena Biernawska-Teslawska et Malgorzata Stefaniak

## Distribution
- Andrzej Seweryn : le juge Soplica
- Grażyna Szapołowska : Telimena
- Henryk Baranowski : Napoléon Bonaparte
- Bogusław Linda : Jacek Soplica alias Abbé Robak
- Daniel Olbrychski : Gervais
- Michał Żebrowski : Pan Tadeusz
- Krzysztof Kolberger : Adam Mickiewicz
- Sergueï Chakourov : Capitaine Rykow
- Jerzy Bińczycki : Maciej Królik-Rózeczka
- Alicja Bachleda-Curuś : Zosia Horeszkówna
- Jerzy Trela : Podkomorzy
- Jerzy Grałek : Wojski
- Marian Kociniak : Évêque Baltazar Brzechalski
- Piotr Gąsowski : Le régent
- Andrzej Hudziak : L'assesseur